# Гельд, Ганс Людвиг

Экслибрис для книг Ганса Людвига Гельда

Ганс Людвиг Гельд (нем. Hans Ludwig Held; 1 августа 1885, Нойбург-ан-дер-Донау, Бавария — 3 августа 1954, Мюнхен, ФРГ) — немецкий писатель, библиотекарь, философ религии. Член Баварской академии изящных искусств.

## Биография
Окончил гимназию Людвига в Мюнхене. Университетского образования не получил. Работал чиновником в центральных административных службах Мюнхена.
В 1911 году вместе с Томасом Манном и Франком Ведекиндом с целью правовой защиты литераторов от вмешательства государства основал Союз защиты немецких писателей. Под влиянием ноябрьской революции в Германии в 1919 году вступил в Независимую социал-демократическую партию Германии и стал депутатом городского совета Мюнхена.
С 1921 совет назначил его на должность первого библиотекаря городской библиотека Мюнхена. С 1923 года он начал создавать муниципальные библиотеки, в 1924 году организовал отдел из собранных им рукописей писателей, художников и деятелей культуры Мюнхена XIX-го века. В 1928 г. был награждён первой премией за «значительные достижения в области литературных произведений». В 1932 году был удостоен Франкфуртской медали Гёте (Frankfurter Goethe-Medaille) и медали Гёте в области искусства и науки (Goethe-Medaille für Kunst und Wissenschaft).
После прихода к власти нацистов в 1933 г., он был одним из 88 немецких писателей, подписавших письмо с клятвой верности Гитлеру. Несмотря на это, в том же году был уволен со службы.
Сразу же после окончания войны в 1945 году мэрия Мюнхена вновь назначила его директором городской библиотеки. Кроме того, он получит почётную должность комиссара по культуре города Мюнхен (1945—1954).
Ганс Людвиг Гельд умер от последствий инсульта. Всю свою личную библиотеку из 25 000 томов подарил городской библиотеке Мюнхена.

## Творчество
В 1906 году опубликовал свою первую книгу стихов «Dämmerstunden. Ein Gedichtbuch». За ней последовали романы «Jakobus. Aus dem Leben eines jungen Priesters» (1907), рассказывающие о жизни молодого священника, и «Salome. Ein Mysterium» (1907) о иудейской царевне, дочери Иродиады — Саломее. В 1910 году он опубликовал книгу «Maria-Fried».
Автор религиозных и исторических произведений, философских трудов в области религиоведения.
Помимо литературной и научной деятельности Ганс Людвиг Гельд сотрудничал с журналами «Janus» и «Critical Rundschau», и как религиовед с «Archiv Religiöse Kultur».

## Избранные произведения
- Die Idee des Buddhismus, eine Betrachtung, München/Leipzig 1913
- Kriegs-Hymne, München/Leipzig 1914
- Angelus Silesius. Sämtliche poetische Werke in drei Bänden, München, 2. Aufl. 1924
- Das Gespenst des Golem, eine Studie aus der hebräischen Mystik mit einem Exkurs über das Wesen des Doppelgängers, München 1927
- Festliches Spiel auf Worte von Goethe, München 1932
- Munich, 1946